# Paul Desfarges

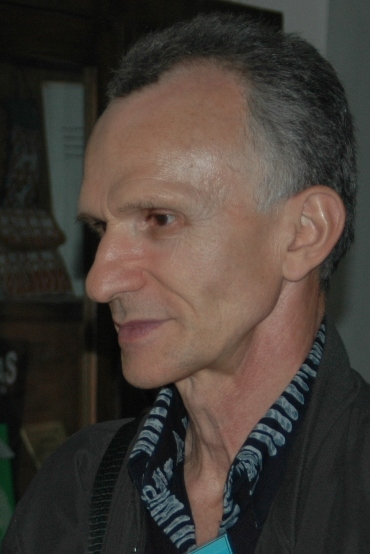
Bischof Paul Desfarges SJ (2009)

Paul Jacques Marie Desfarges SJ (* 7. Mai 1944 in Saint-Étienne, Loire) ist ein französisch-algerischer römisch-katholischer Ordensgeistlicher und emeritierter Erzbischof von Algier.

## Leben
Paul Desfarges kam 1965 zum Militärdienst nach Algerien. Er unterrichtete als Zivilist in einer Schule der Weißen Väter in Ghardaia, einer Oasenstadt in Südalgerien. Nach seiner Rückkehr nach Frankreich trat er in die Ordensgemeinschaft der Jesuiten ein. Desfarges empfing in der Jesuitenkirche St. Ignatius in Paris am 8. Mai 1975 durch Weihbischof Daniel Pézeril die Diakonen- und am 14. Juni 1975 durch Erzbischof François Marty die Priesterweihe. Am 30. April 1981 legte er die feierliche Profess ab.
Er verbrachte fast 30 Jahre in Constantine, wo er unter anderem von 1976 bis 2006 Professor für Psychologie war. Im Jahr 1982 erhielt er die algerische Staatsbürgerschaft. Ab 2006 leitete er das geistliche Zentrum Ben Smen in Algier sowie die dortige Jesuitengemeinschaft.
Papst Benedikt XVI. ernannte ihn am 21. November 2008 zum Bischof von Constantine. Die Bischofsweihe spendete ihm der Erzbischof von Algier, Ghaleb Moussa Abdalla Bader, am 12. Februar des darauffolgenden Jahres in der Basilika Unserer Lieben Frau von Afrika; Mitkonsekratoren waren sein Amtsvorgänger Gabriel Piroird IdP und der Bischof von Saint-Etienne, Dominique Lebrun. Die Amtseinführung im Bistum fand am 20. Februar 2009 statt.
Am 24. Dezember 2016 ernannte ihn Papst Franziskus zum Erzbischof von Algier. Die Amtseinführung fand am 10. Februar des folgenden Jahres statt. Am 8. Juli 2020 berief ihn Papst Franziskus zum Mitglied des Päpstlichen Rates für den Interreligiösen Dialog.
Von 2015 bis 2022 war Desfarges zudem Präsident der Regionalen Bischofskonferenz von Nordafrika (CERNA).
Am 27. Dezember 2021 nahm Papst Franziskus das von Paul Desfarges aus Altersgründen vorgebrachte Rücktrittsgesuch an.